# Natalia Perlińska
Natalia Perlińska  (ur. 6 kwietnia 1988 w Rzeszowie) – polska siatkarka, grająca na pozycji środkowej.
W 2019 roku wystąpiła w programie Top Model. Była dziennikarką sportową Polsatu Sport. Obecnie jest rzeczniczką prasową Ministerstwa Sportu i Turystyki.

## Sukcesy klubowe
Akademickie Mistrzostwa Polski:
- 2012

Akademickie Mistrzostwa Polski AZS:
- 2013

I liga:
- 2015

Liga duńska:
- 2016